# ويتون (ويسكونسن)
ويتون (بالإنجليزية: Wheaton, Wisconsin)‏ هي بلدة تقع بولاية ويسكونسن في الولايات المتحدة. تبلغ مساحتها 143.1 (كم²)، وترتفع عن سطح البحر 299 م، بلغ عدد سكانها 2994 نسمة في عام 2010 حسب إحصاء مكتب تعداد الولايات المتحدة وتصل الكثافة السكانية فيها 19.6 نسمة/كم2.

## وصلات خارجية
- http://www.townofwheaton.com
- The US50 - Cities and Towns in Wisconsin State
- Wisconsin Cities and Towns, Facts, Map, Flag, Colleges, Government, and More